# Ismail Enver
Ismail Enver, noto anche come Ismail Pascià o Enver Pasha o Enver Bey (Istanbul, 22 novembre 1881 – Baldžuan, 4 agosto 1922), è stato un generale e politico ottomano.
Ufficiale militare e capo della rivoluzione dei Giovani Turchi, Ismail Enver ebbe un ruolo di primo piano nell'ultimo periodo dell'Impero ottomano.
Fu a favore dell'eliminazione delle popolazioni che non erano di origine turca nel territorio dell'Impero ottomano, episodi noti come i genocidi degli Armeni, degli Assiri e dei Greci del Ponto .

## Biografia
Nato da una famiglia di origini albanesi, il padre era ufficiale dell'esercito ottomano, Ismail Enver si iscrisse nel 1905 all'organizzazione dei Giovani Turchi che propugnava l'ammodernamento del Paese contro l'immobilismo del sultano. Fu protagonista della rivoluzione del 1908, nella quale al sultano Abdul-Hamid II (1842-1918) fu imposta una costituzione. Nel 1911 organizzò la difesa della provincia di Libia contro l'Italia nell'ambito della guerra italo-turca.
Nell'aprile del 1912 i Giovani Turchi (ufficialmente con il nome di Comitato per l'Unione e il Progresso, o C.U.P.) vinsero con larga maggioranza le elezioni, ma la perdita della provincia di Libia, di cui si era impadronita l'Italia erose il sostegno di cui avevano goduto, tanto che in luglio il partito fu costretto a ricorrere ad una coalizione politica, chiamata Unione Liberale. Con un colpo di mano il 23 gennaio 1913 il C.U.P. eliminò l'Unione Liberale e introdusse una dittatura militare, capeggiata dal gruppo dei "Tre Pascià", ossia Ismail Enver, Ahmed Jemal e Mehmed Talat, tutti e tre membri della Massoneria. Nello stesso anno risollevò le sorti dell'Impero ottomano riconquistando ai Bulgari la città di Adrianopoli. Nel 1914 sposò Naciye, figlia del sultano e divenne ministro della guerra.
Dopo lo scoppio della prima guerra mondiale, l'Impero ottomano si alleò con le Potenze centrali, ed Ismail Enver prese direttamente nel dicembre 1914 il comando della Terza Armata per guidare un'offensiva contro i Russi nell'Anatolia orientale, con lo scopo di riconquistare i territori ottomani perduti nel 1878. L'operazione militare, culminata nella battaglia di Sarıkamış, si rivelò un disastro per gli ottomani e la Terza Armata perse gran parte dei suoi effettivi.
Enver, sospettando che i simpatizzanti russi all'interno della comunità armena stessero tramando una rivolta, ordinò che i soldati armeni delle forze ottomane fossero disarmati, smobilitati ed assegnati a campi di lavoro, dove furono sterminati e sepolti in fosse comuni. Seguirà il vero e proprio genocidio armeno, che si concluderà con la morte di oltre un milione di Armeni.
Fu pure responsabile del genocidio dei greci del Ponto, avrebbe dichiarato che l'Impero ottomano avrebbe dovuto essere "ripulito" dagli Armeni e da tutte le altre minoranze cristiane, come i Greci e gli Assiri. "Abbiamo distrutto i primi con la spada e distruggeremo i secondi per fame." Aveva inoltre dichiarato all'ambasciatore americano Henry Morgenthau di accettare l'intera responsabilità di tutto l'accaduto.
Alla fine della guerra Talat Pascià rassegnò le proprie dimissioni alcuni giorni prima della capitolazione dell'Impero ottomano e l'armistizio del 30 ottobre. I membri del governo del C.P.U. rassegnarono anch'essi in massa le dimissioni nei due giorni successivi e i "Tre Pascià" andarono in esilio. Un tribunale lo processò in contumacia nel dopoguerra e lo condannò a morte. Enver tuttavia morì in combattimento contro il battaglione armeno dell'Armata Rossa bolscevica comandato da Hagop Melkumian il 4 agosto 1922 presso Baldžuan, nella Repubblica Sovietica Popolare di Bukhara (odierno Uzbekistan), durante la rivolta dei Basmachi.

## Matrimonio
Nel 1909, la dodicenne Naciye Sultan, nipote del sultano Abdülmecid I, venne scelta come sposa per Enver, che aveva quindici anni più di lei, dal sultano Mehmed V e dal Gran Visir Hüseyin Hilmi Pascià, i quali volevano legare Enver, a capo del comitato per l'Unione e il Progresso, alla famiglia imperiale.
Enver venne informato della decisione dal Gran Visir e da sua madre, ma non fu entusiasta: non aveva mai visto Naciye e diffidava sia delle motivazioni politiche di Hüseyin che dell'entusiasmo della madre, dovuto solamente alla prospettiva di avere una Sultana per nuora. Chiese quindi a un amico fidato, Ahmed Rıza Pasha, di indagare: quanto lui le parlò della bellezza, dell'educazione e della dote di Naciye, si lasciò convincere a sposarla. Il fidanzamento venne finalizzato nell'aprile 1909, per procura, essendo Enver a Berlino.
I due si sposarono il 15 maggio 1911 nel Palazzo Dolmabahçe. Il rito fu celebrato da Şeyhülislam Musa Kazım Efendi. L'impiegato capo del sultano Halid Ziya Bey sostituì Naciye e i suoi testimoni furono il direttore della cucina imperiale Galib Bey e il medico personale del sultano Hacı Ahmed Bey, mentre il ministro della guerra Mahmud Şevket Pasha sostituì Enver e i suoi testimoni furono l'aiutante di campo del sultano Binbaşı Re'fet Bey e ciambellano delle porte imperiali Ahsan Bey. Il matrimonio venne consumato circa tre anni dopo, il 5 marzo 1914, nel Palazzo Nişantaşı. Alla coppia venne assegnata come residenza uno dei palazzi di Kuruçeşme.
Il matrimonio sembra essere stato molto felice e insieme ebbero due figlie e un figlio: Mahpeyker Hanimsultan, Türkan Hanimsultan e Sultanzade Ali Bey.
Nel 1920 la famiglia si trasferì a Berlino a causa del lavoro di Enver. Naciye, incinta del terzogenito, e le figlie rimasero in Germania quando Enver, nel 1921, venne mandato nell'URSS. Partorì Sultanzade Ali Bey in assenza del marito, il quale non lo vide mai, essendo morto il 4 agosto 1922 senza poter rientrare dalla Russia.
Dopo la sua morte, Naciye sposò suo fratello minore, Mehmed Kamil, da cui ebbe un'altra figlia, Rana Hanımsultan..

## Discendenza
Ebbe dalla moglie due figlie e un figlio:
- Mahpeyker Hanımsultan (17 maggio 1917 - 3 aprile 2000). Nata e morta in Turchia. Si sposò ed ebbe un figlio.
- Türkan Hanımsultan (4 luglio 1919 - 25 dicembre 1989). Nata e morta in Turchia. Si sposò ed ebbe un figlio.
- Sultanzade Ali Bey (29 settembre 1921 - 2 dicembre 1971). Nato a Berlino e morto in Australia, si sposò due volte ed ebbe una figlia.

## Letteratura
- Nella 25ª storia di Corto Maltese, "La casa dorata di Samarcanda", Enver Bey compare come uno dei personaggi secondari.

(Mario Biondi, Strada bianca per i Monti del Cielo. Vagabondo sulla Via della Seta, TEA, 2007, p. 149)